# Astroloma serratifolium
Astroloma serratifolium är en ljungväxtart som först beskrevs av Dc., och fick sitt nu gällande namn av George Claridge Druce. Astroloma serratifolium ingår i släktet Astroloma och familjen ljungväxter. Inga underarter finns listade i Catalogue of Life.